# L'Année du dragon (Mélusine)
 (avril 2017).
L'Année du dragon est le 25e tome de la série de bande dessinée Mélusine. Il est paru le 5 mai 2017.

## Source
- « L'année du dragon », sur http://www.dupuis.com (consulté le 5 avril 2017)